# 苗栗縣私立育民高級工業家事職業學校
苗栗縣私立育民高級工業家事職業學校簡稱為育民工家是一所位於台灣苗栗縣苗栗市已停招的私立技術型高級中等學校。

## 校史
- 1969年5月1日成立「苗栗縣私立育民高級工商職業學校創校籌備會」，6月6日奉准籌設，並於8月4日奉准立案及招生，7月21日第一屆董事會奉准設置。
- 1987年改制為私立育民高級工業家事職業學校。
- 2022年停招。[1]

## 科系組織
- 該校現有：餐飲、時尚造型、汽車、觀光（棒球隊）四科

## 外部連結
- 育民工家官方網站 （页面存档备份，存于）